# مرحله قهرمانی لیگ قهرمانان کونکاکاف ۱۴–۲۰۱۳
مرحله قهرمانی لیگ قهرمانان کونکاکاف ۱۴–۲۰۱۳ از ۱۰ مارس تا ۲۴ آوریل ۲۰۱۴ برگزار شد. در مجموع هشت تیم از مرحله گروهی به مرحله قهرمانی راه یافتند.

## تیم‌های راه یافته
برندگان هر ۸ گروه در مرحله گروهی به مرحله قهرمانی راه یافتند.
| گروه | برنده                |
| ---- | -------------------- |
| ۱    | عربه یونیدو          |
| ۲    | اسپورتینگ کانزاس‌سیتی |
| ۳    | کروز آزول            |
| ۴    | آلاخولنسه            |
| ۵    | سن خوزه ارث‌کوئیکز    |
| ۶    | تولوکا               |
| ۷    | تیخوانا              |
| ۸    | ال‌ای گلکسی           |

## سیدبندی
تیم‌های صعود کرده در مرحله قهرمانی با توجه به نتایج خود در مرحله گروهی از ۱ تا ۸ رده بندی شدند.
| Seed | تیم                  | بازی | برد | مساوی | باخت | گل زده | گل خورده | گل تفاضل | امتیاز |
| ---- | -------------------- | ---- | --- | ----- | ---- | ------ | -------- | -------- | ------ |
| ۱    | تولوکا               | ۴    | ۴   | ۰     | ۰    | ۱۵     | ۴        | ۱۱+      | ۱۲     |
| ۲    | کروز آزول            | ۴    | ۴   | ۰     | ۰    | ۱۰     | ۲        | ۸+       | ۱۲     |
| ۳    | تیخوانا              | ۴    | ۳   | ۱     | ۰    | ۱۰     | ۲        | ۸+       | ۱۰     |
| ۴    | عربه یونیدو          | ۴    | ۳   | ۰     | ۱    | ۷      | ۳        | ۴+       | ۹      |
| ۵    | آلاخولنسه            | ۴    | ۳   | ۰     | ۱    | ۴      | ۱        | ۳+       | ۹      |
| ۶    | ال‌ای گلکسی           | ۴    | ۳   | ۰     | ۱    | ۶      | ۴        | ۲+       | ۹      |
| ۷    | اسپورتینگ کانزاس‌سیتی | ۴    | ۲   | ۲     | ۰    | ۵      | ۱        | ۴+       | ۸      |
| ۸    | سن خوزه ارث‌کوئیکز    | ۴    | ۲   | ۰     | ۲    | ۴      | ۲        | ۲+       | ۶      |

## فرمت
در مرحله قهرمانی، هشت تیم به صورت تک‌حذفی به مصاف هم می‌روند. هر مسابقه به صورت دو بازی خانگی و خارج از خانه انجام می‌شود. قانون گل‌ زده در خانه حریف در صورتی استفاده می‌شود که نتیجه مجموع بعد از وقت‌های عادی بازی برگشت مساوی باشد، اما نه بعد از وقت اضافه، بنابراین اگر نتیجه مجموع بعد از وقت‌های اضافی بازی دوم مساوی شود، برنده در ضربات پنالتی تعیین می‌شود.

## نمودار
نمودار مرحله قهرمانی با سیدبندی به شرح زیر مشخص شد:
- مرحله یک‌چهارم نهایی: سید ۱ در مقابل سید ۸ (چ‌ن۱)، سید ۲ در مقابل سید ۷ (چ‌ن۲)، سید ۳ در برابر سید ۶ (چ‌ن۳)، سید ۴ در برابر سید ۵ (چ‌ن۴)، و ‌سیدهای ۱ تا ۴ میزبان بازی برگشت هستند
- نیمه نهایی: برنده چ‌ن۱ در مقابل برنده چ‌ن۴ (ن‌ن۱)، برنده چ‌ن۲ در مقابل برنده چ‌ن۳ (ن‌ن۲)، و برندگان چ‌ن۱ و ‌چ‌ن۲ میزبان بازی برگشت هستند
- فینال: برنده ن‌ن۱ در مقابل برنده ن‌ن۲، و برنده ‌‌ن‌ن۱ میزبان بازی برگشت است|  | یک‌چهارم نهایی | یک‌چهارم نهایی | یک‌چهارم نهایی | یک‌چهارم نهایی | یک‌چهارم نهایی |   |                      | نیمه نهایی | نیمه نهایی | نیمه نهایی | نیمه نهایی | نیمه نهایی |  |  | فینال | فینال            | فینال | فینال | فینال |
|  |               |               |               |               |               |   |                      |            |            |            |            |            |  |  |       |                  |       |       |       |
|  | ۶             | ال‌ای گلکسی    | ۱             | ۲             | ۳             |   |                      |            |            |            |            |            |  |  |       |                  |       |       |       |
|  | ۳             | تیخوانا       | ۰             | ۴             | ۴             |   |                      |            |            |            |            |            |  |  |       |                  |       |       |       |
|  | ۳             | تیخوانا       | ۰             | ۴             | ۴             |   | ۳                    | تیخوانا    | ۱          | ۰          | ۱          |            |  |  |       |                  |       |       |       |
|  |               |               |               |               |               |   | ۳                    | تیخوانا    | ۱          | ۰          | ۱          |            |  |  |       |                  |       |       |       |
|  |               | ۲             | کروز آزول     | ۰             | ۲             | ۲ |                      |            |            |            |            |            |  |  |       |                  |       |       |       |
|  | ۷             | ۲             | کروز آزول     | ۰             | ۲             | ۲ | اسپورتینگ کانزاس‌سیتی | ۱          | ۱          | ۲          |            |            |  |  |       |                  |       |       |       |
|  | ۷             |               |               |               |               |   | اسپورتینگ کانزاس‌سیتی | ۱          | ۱          | ۲          |            |            |  |  |       |                  |       |       |       |
|  | ۲             | کروز آزول     | ۰             | ۵             | ۵             |   |                      |            |            |            |            |            |  |  |       |                  |       |       |       |
|  |               |               |               |               |               |   |                      |            |            |            |            |            |  |  | ۲     | کروز آزول (گ.ز.) | ۰     | ۱     | ۱     |
|  |               |               | ۱             | تولوکا        | ۰             | ۱ | ۱                    |            |            |            |            |            |  |  |       |                  |       |       |       |
|  | ۵             | آلاخولنسه     | ۰             | ۲             | ۲             |   |                      |            |            |            |            |            |  |  |       |                  |       |       |       |
|  | ۴             | عربه یونیدو   | ۰             | ۰             | ۰             |   |                      |            |            |            |            |            |  |  |       |                  |       |       |       |
|  | ۴             | عربه یونیدو   | ۰             | ۰             | ۰             |   | ۵                    | آلاخولنسه  | ۰          | ۰          | ۰          |            |  |  |       |                  |       |       |       |
|  |               |               |               |               |               |   | ۵                    | آلاخولنسه  | ۰          | ۰          | ۰          |            |  |  |       |                  |       |       |       |
|  |               | ۱             | تولوکا        | ۱             | ۲             | ۳ |                      |            |            |            |            |            |  |  |       |                  |       |       |       |
|  | ۸             | ۱             | تولوکا        | ۱             | ۲             | ۳ | سن خوزه ارث‌کوئیکز    | ۱          | ۱          | ۲ (۴)      |            |            |  |  |       |                  |       |       |       |
|  | ۸             |               |               |               |               |   | سن خوزه ارث‌کوئیکز    | ۱          | ۱          | ۲ (۴)      |            |            |  |  |       |                  |       |       |       |
|  | ۱             | تولوکا (پ)    | ۱             | ۱             | ۲ (۵)         |   |                      |            |            |            |            |            |  |  |       |                  |       |       |       |

## یک‌چهارم نهایی
بازی‌های رفت در ۱۰ تا ۱۲ مارس ۲۰۱۴ و بازی‌های برگشت در ۱۸ تا ۲۰ مارس ۲۰۱۴ برگزار شد.
همه زمان‌ها به وقت تابستانی شرقی ایالات متحده (یوتی‌سی ۴:۰۰-) هستند
| تیم ۱                | نتیجه نهایی | تیم ۲       | بازی رفت | بازی برگشت |
| -------------------- | ----------- | ----------- | -------- | ---------- |
| سن خوزه ارث‌کوئیکز    | ۲–۲ (۴–۵ پ) | تولوکا      | ۱–۱      | ۱–۱        |
| اسپورتینگ کانزاس‌سیتی | ۲–۵         | کروز آزول   | ۱–۰      | ۱–۵        |
| ال‌ای گلکسی           | ۳–۴         | تیخوانا     | ۱–۰      | ۲–۴        |
| آلاخولنسه            | ۲–۰         | عربه یونیدو | ۰–۰      | ۲–۰        |

### بازی رفت
| آلاخولنسه | ۰–۰    | عربه یونیدو |
| --------- | ------ | ----------- |
|           | Report |             |

| سن خوزه ارث‌کوئیکز | ۱–۱    | تولوکا   |
| ----------------- | ------ | -------- |
| گوردون ۹۰+۵'      | Report | ناوا ۶۷' |

| اسپورتینگ کانزاس‌سیتی | ۱–۰    | کروز آزول |
| -------------------- | ------ | --------- |
| الیس ۱۷'             | Report |           |

| ال‌ای گلکسی | ۱–۰    | تیخوانا |
| ---------- | ------ | ------- |
| ساموئل ۱۱' | Report |         |

### بازی برگشت
| تیخوانا                             | ۴–۲    | ال‌ای گلکسی   |
| ----------------------------------- | ------ | ------------ |
| آیووی ۲'، ۹' · بندتو ۲۶' · رویز ۸۲' | Report | کین ۴۷'، ۸۴' |

| تولوکا                                          | ۱–۱ (و.ا.) | سن خوزه ارث‌کوئیکز                                      |
| ----------------------------------------------- | ---------- | ------------------------------------------------------ |
| بریزوئلا ۶۹'                                    | Report     | هاردن ۵۶'                                              |
| ضربات پنالتی                                    |            |                                                        |
| ناوا · ریوس · ولاسکز · پونسه · تالاورا · ماتیاس | ۵–۴        | ووندولوفسکی · گوردون · کرونین · شولر · کووال · سالیناس |

| کروز آزول                                   | ۵–۱    | اسپورتینگ کانزاس‌سیتی |
| ------------------------------------------- | ------ | -------------------- |
| پاون ۲'، ۲۳'، ۵۵' · فورمیکا ۶۵' · گیمنز ۷۰' | Report | فیلهابر ۴۳'          |

| عربه یونیدو | ۰–۲    | آلاخولنسه                  |
| ----------- | ------ | -------------------------- |
|             | Report | پالاسیوس ۶' · مک‌دونالد ۵۸' |

## نیمه نهایی
بازی‌های رفت در ۱ آوریل ۲۰۱۴ و بازی‌های برگشت در ۸ تا ۹ آوریل ۲۰۱۴ برگزار شد.
همه زمان‌ها به وقت تابستانی شرقی ایالات متحده (یوتی‌سی ۴:۰۰-) هستند
| تیم ۱     | نتیجه نهایی | تیم ۲     | بازی رفت | بازی برگشت |
| --------- | ----------- | --------- | -------- | ---------- |
| آلاخولنسه | ۰–۳         | تولوکا    | ۰–۱      | ۰–۲        |
| تیخوانا   | ۱–۲         | کروز آزول | ۱–۰      | ۰–۲        |

### بازی رفت
| آلاخولنسه | ۰–۱    | تولوکا       |
| --------- | ------ | ------------ |
|           | Report | دا سیلوا ۷۱' |

| تیخوانا            | ۱–۰    | کروز آزول |
| ------------------ | ------ | --------- |
| پلانو ۷۸' (پنالتی) | Report |           |

### بازی برگشت
| تولوکا                     | ۲–۰    | آلاخولنسه |
| -------------------------- | ------ | --------- |
| اسکیویل ۳۵' · سالگوئرو ۶۲' | Report |           |

| کروز آزول                         | ۲–۰    | تیخوانا |
| --------------------------------- | ------ | ------- |
| گوئمز ۳' (گل‌به‌خودی) · دومینگس ۵۱' | Report |         |

## فینال
بازی رفت در ۱۵ آوریل ۲۰۱۴ و بازی برگشت در ۲۳ آوریل ۲۰۱۴ برگزار شد.
همه زمان‌ها به وقت تابستانی شرقی ایالات متحده (یوتی‌سی ۴:۰۰-) هستند
| تیم ۱     | نتیجه نهایی | تیم ۲  | بازی رفت | بازی برگشت |
| --------- | ----------- | ------ | -------- | ---------- |
| کروز آزول | ۱–۱ (گ.ز.)  | تولوکا | ۰–۰      | ۱–۱        |

### بازی رفت
| کروز آزول | ۰–۰    | تولوکا |
| --------- | ------ | ------ |
|           | Report |        |

### بازی برگشت
| تولوکا    | ۱–۱    | کروز آزول |
| --------- | ------ | --------- |
| بنیتز ۶۳' | Report | پاون ۴۱'  |